# 爱德华·克雷文·沃克
爱德华·克雷文·沃克（1918年7月4日—2000年8月15日）是熔岩灯的发明者。

## 战争经历
克雷文在二战时是一名飞行员，驾驶蚊式轰炸机在德国上空避开未武装的飞机拍摄照片。他在空军基地遇到了他的第一任妻子，玛乔丽·贝文·琼斯, 她当时正同WAAF在一起。克雷文在战争结束后继续驾驶飞机。

## 死亡
接近1990年代末，克雷文与癌症进行着斗争，他于2000年在Dorset Matchams（南安普顿附近）去世，并葬在新森林的一块小墓地，享年82岁。